# جاي س. هيرد
جاي س. هيرد (بالإنجليزية: J. C. Heard)‏ هو قائد فرقة ‏ وعازف جاز أمريكي، ولد في 10 أغسطس 1917 في دايتون في الولايات المتحدة، وتوفي في 27 سبتمبر 1988 في رويال أوك في الولايات المتحدة.

## وصلات خارجية
- جاي س. هيرد على موقع ميوزك برينز (الإنجليزية)
- جاي س. هيرد على موقع أول ميوزيك (الإنجليزية)
- جاي س. هيرد على موقع ديسكوغز (الإنجليزية)